# Dennis Haysbert

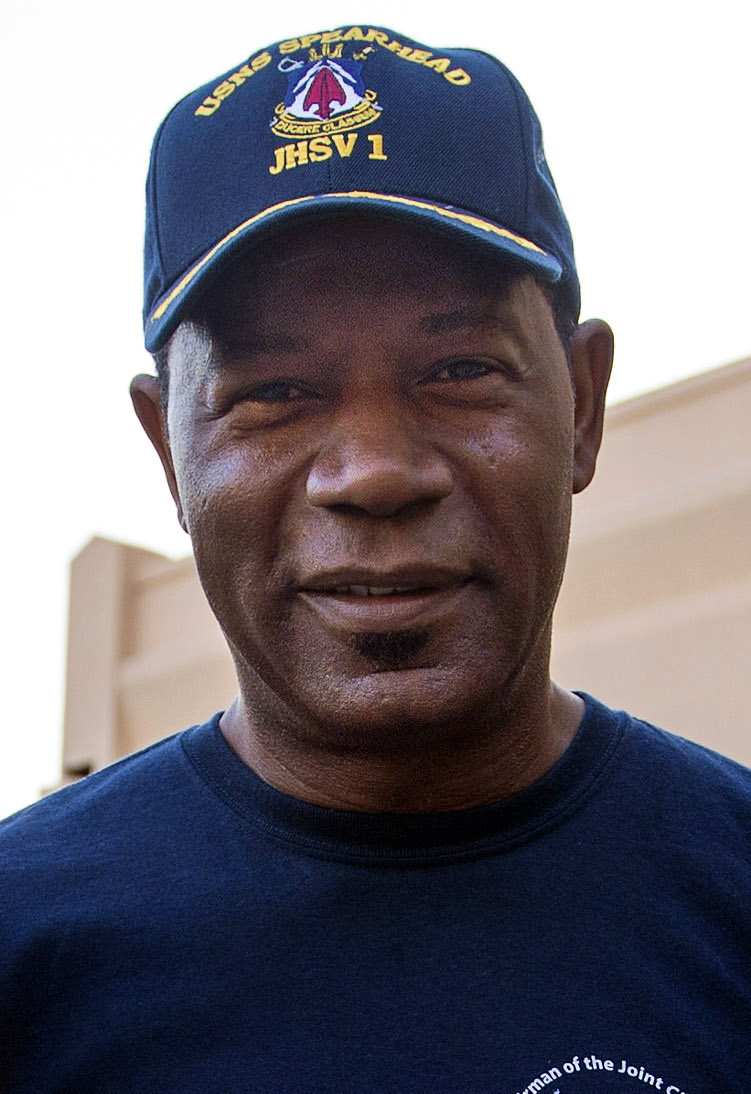
Dennis Haysbert (2015)

Dennis Dexter Haysbert (* 2. Juni 1954 in San Mateo, Kalifornien) ist ein US-amerikanischer Schauspieler, der insbesondere durch die Fernsehserien 24 und The Unit bekannt wurde.

## Leben und Wirken
Seine Filmkarriere startete er nach seinem Schauspielstudium an der American Academy of Dramatic Arts mit der Serie Lou Grant. Danach spielte er vor allem am Theater und in kleineren Fernsehproduktionen mit. 1997 bekam er eine bedeutende Rolle in Absolute Power von Clint Eastwood als einer der Secret-Service-Agenten an der Seite von Gene Hackman.
1999 spielte er Dr. Theodore Morris in der kurzlebigen Science-Fiction-Serie Future Man und 2001 nahm er die Rolle des US-Präsidentschaftskandidaten David Palmer in der Actionserie 24 an, wofür er 2002 den Screen Actors Guild Award als Teil des besten Schauspielerensembles für die erste Staffel von 24 erhielt.
Von 2006 bis 2009 spielte er in der Serie The Unit – Eine Frage der Ehre mit. In Goodbye Bafana übernahm er 2007 die Rolle von Nelson Mandela in dessen Inhaftierungszeit, an der Seite von Diane Kruger und Joseph Fiennes. Eine Nebenrolle hatte er im Agententhriller Enttarnt – Verrat auf höchster Ebene mit Ryan Phillippe.
2014 spielte er in der Fortsetzung Sin City 2: A Dame to Kill For die Rolle des Manute. Im ersten Teil wurde die Figur noch von dem 2012 verstorbenen Schauspieler Michael Clarke Duncan dargestellt.
Anfang Januar 2020 wurde bekannt, dass er in der fünften Staffel der Serie Lucifer die Rolle von Gott übernehmen wird.

## Filmografie (Auswahl)
- 1980–1981: Buck Rogers (Buck Rogers in the 25th Century, Fernsehserie, 5 Episoden)
- 1983: Das A-Team (The A-Team, Fernsehserie, Episode 1x10)
- 1984: Trio mit vier Fäusten (Riptide, Fernsehserie, Episode 2x06)
- 1984–1985: Off the Rack (Fernsehserie, 7 Episoden)
- 1986: Agentin mit Herz (Scarecrow and Mrs. King, Fernsehserie, Episode 4x07)
- 1986: Magnum (Magnum, p.i., Fernsehserie, Episode 6x10)
- 1989: Die Indianer von Cleveland (Major League)
- 1990: Navy Seals – Die härteste Elitetruppe der Welt (Navy Seals)
- 1992: Mr. Baseball
- 1992: Love Field – Liebe ohne Grenzen (Love Field)
- 1993: Wildes Land (Return to Lonesome Dove, Fernsehserie, 4 Episoden)
- 1994: Die Indianer von Cleveland II (Major League II)
- 1995: Heat
- 1995: Waiting to Exhale – Warten auf Mr. Right (Waiting to Exhale)
- 1996: Operation Schmetterling (The Writing on the Wall)
- 1997: Absolute Power
- 1998: Zweite Liga – Die Indianer von Cleveland sind zurück (Major League: Back to the Minors)
- 1999: Begegnung des Schicksals (Random Hearts)
- 1999: The Minus Man
- 1999: The 13th Floor – Bist du was du denkst? (The 13th Floor)
- 1999–2000: Future Man (Fernsehserie, 22 Episoden)
- 2000: What’s Cooking?
- 2000: Love and Basketball
- 2001–2007: 24 (Fernsehserie, 81 Episoden)
- 2002: Dem Himmel so fern (Far from Heaven)
- 2003: Sinbad – Der Herr der sieben Meere (Sinbad: Legend of the Seven Seas, Stimme von Kale)
- 2005: Jarhead – Willkommen im Dreck (Jarhead)
- 2006–2009: The Unit – Eine Frage der Ehre (The Unit, Fernsehserie, 69 Episoden)
- 2007: Goodbye Bafana
- 2007: Enttarnt – Verrat auf höchster Ebene (Breach)
- 2011: The Details
- 2011: Kung Fu Panda 2 (Stimme)
- 2011: LUV
- 2012: Ralph reichts (Wreck-It Ralph, Stimme)
- 2013: Battledogs (Fernsehfilm)
- 2013: Dschungelcamp – Welcome to the Jungle (Welcome to the Jungle)
- 2013: Life of a King
- 2014: Die Abenteuer von Mr. Peabody & Sherman (Mr. Peabody & Sherman, Stimme)
- 2014: Dear White People
- 2014: Denk wie ein Mann 2 (Think Like a Man Too)
- 2014: Sin City 2: A Dame to Kill For (Sin City: A Dame to Kill For)
- 2014: #Zeitgeist (Men, Women & Children)
- 2014: Sniper: Legacy
- 2015: Dead Rising: Watchtower
- 2015: Backstrom (Fernsehserie, 13 Episoden)
- 2015: Ted 2
- 2016: Jarhead 3 – Die Belagerung (Jarhead: The Siege)
- 2016: Brooklyn Nine-Nine (Fernsehserie, 2 Episoden)
- 2016: Sniper: Ghost Shooter
- 2016: Dead Rising: Endgame
- 2017: Der Dunkle Turm (The Dark Tower)
- 2017: Naked
- 2017: Kodachrome
- 2019: Breakthrough – Zurück ins Leben (Breakthrough)
- 2019: Secret Obsession
- 2019: Chaos auf der Feuerwache (Playing with Fire)
- 2020–2021: Lucifer (Fernsehserie, 5 Episoden)
- 2022: No Exit
- 2022: Sniper: Rogue Mission
- 2022: Chip und Chap: Die Ritter des Rechts (Chip 'n' Dale: Rescue Rangers, Stimme)
- 2023: Flamin’ Hot
- 2023: Sniper: G.R.I.T. - Global Response & Intelligence Team